# St. Johannes (Rudertshausen)

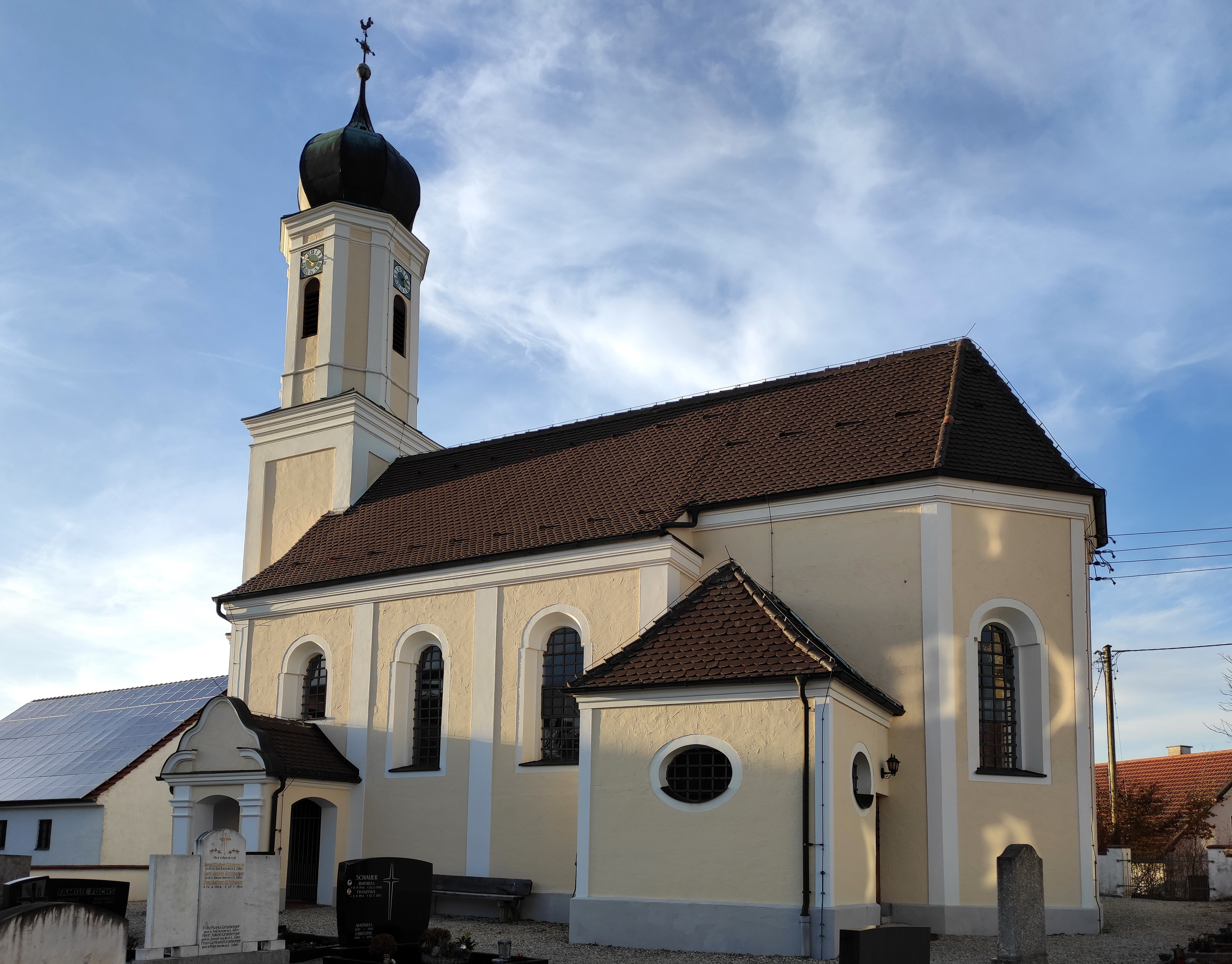
St. Johannes in Rudertshausen

Die römisch-katholische Filialkirche St. Johannes, korrekt als St. Johannes der Täufer bzw. auch als St. Johannes Baptist bezeichnet, steht in Rudertshausen, einem Gemeindeteil von Au in der Hallertau im oberbayerischen Landkreis Freising. Sie ist in der Liste der Baudenkmäler in Au in der Hallertau als Baudenkmal unter der Nr. D-1-78-116-39 eingetragen. Die Kirche gehört zum Dekanat Geisenfeld-Pförring im Bistum Regensburg.

## Beschreibung
Die barocke Saalkirche wurde 1723 errichtet. Sie besteht aus dem Langhaus zu drei Jochen, dem eingezogenen, dreiseitig geschlossenen Chor im Osten, der Sakristei an der Südseite des Chors und dem Fassadenturm auf quadratischem Grundriss im Westen. Sein oberstes, mit Pilastern an den acht Ecken verziertes Geschoss enthält die Turmuhr und den Glockenstuhl. Darauf sitzt eine Zwiebelhaube. Ein Vorbau im Süden des westlichen Joches birgt das Portal.
Die Innenräume von Langhaus und Chor sind mit Tonnengewölben überspannt. Die Deckenmalereien von 1973 hat Michael P. Weingartner ausgeführt. Der Mitte des 17. Jahrhunderts gebaute Hochaltar wird von den Skulpturen des Johannes des Täufers und des Evangelisten Johannes flankiert. Die Altarretabel der Seitenaltäre hat 1913 Josef Wittmann gestaltet.